# Basarab Țepeluș cel Tânăr
Basarab Țepeluș cel Tânăr (¿?-23 de marzo de 1482) fue un voivoda del principado de Valaquia que gobernó entre los años 1477-1481, y de nuevo entre 1481-1482. Era hijo de Basarab II de Valaquia y recibió el sobrenombre de Țepeluș (pequeño empalador) o cel Tânăr (El joven).
Se convirtió en voivoda después de deponer a su tío Basarab III en noviembre de 1477, pero tuvo que hacer frente a dos pretendientes al trono: Mircea, cuyo origen es oscuro y posteriormente a Vlad el Monje, que se apoderó del trono brevemente entre septiembre y noviembre de 1481.
Curiosamente, y muestra del inestable clima político de Valaquia a finales de la Edad Media, a pesar de ser derrocado de su posición en 1481 y restablecido ese mismo año, otros dos hombres ocuparon sucesivamente el trono de Valaquia durante el período de su derrocamiento: Mircea III y Vlad IV.
Como vasallo del Imperio otomano desde 1415, en 1479 el bey Alí Kodsha había obligado a Basarab a luchar contra el principado de Transilvania, donde se encontraba su tío y rival, Basarab Laiotă cel Bătrân, que residía allí desde 1478, tras haber sido expulsado del trono por su sobrino. Basarab Laiota y Basarab Ţepeluş lucharon en la Batalla del campo del pan, donde Basarab Laiota fue derrotado. 
Reinó en Valaquia hasta su muerte el 23 de marzo de 1482.

## Familia
De su esposa (cuyo nombre se desconoce), tuvo un hijo:
- Danciu, pretendiente al trono de Valaquia entre 1508-1510.

Aunque oficialmente era hijo del boyardo Pîrvu I Craiovescu y de su esposa Neaga:
- Basarab V Neagoe, príncipe de Valaquia (1512-1521), reivindicó ser el hijo de Basarab IV.

| Predecesor: Basarab Laiotă cel Bătrân | Príncipe de Valaquia 1477-1481 | Sucesor: Vlad Călugărul |
| Predecesor: Vlad Călugărul            | Príncipe de Valaquia 1481-1482 | Sucesor: Vlad Călugărul |